# Mistrzostwa Europy w Lekkoatletyce 1958 – pięciobój kobiet
Pięciobój kobiet był jedną z konkurencji rozgrywanych podczas VI Mistrzostw Europy w Sztokholmie. Został rozegrany 21 sierpnia 1958 roku. Zwyciężczynią tej konkurencji została reprezentantka ZSRR Galina Bystrowa. W rywalizacji wzięły udział dwadzieścia dwie zawodniczki z trzynastu reprezentacji.

## Rekordy
| Rekord świata     | Galina Bystrowa (SUN)    | 4846 | Odessa, ZSRR      | 15-16.10.1957 |
| Rekord Europy     | Galina Bystrowa (SUN)    | 4846 | Odessa, ZSRR      | 15-16.10.1957 |
| Rekord mistrzostw | Aleksandra Czudina (SUN) | 4526 | Berno, Szwajcaria | 27.08.1954    |

## Wyniki
| Poz. | Zawodniczka          | Punkty         | Kula    | Wzwyż  | 200 m  | 80 m ppł | W dal  |
| ---- | -------------------- | -------------- | ------- | ------ | ------ | -------- | ------ |
| 1    | Galina Bystrowa      | 3989 (4733) CR | 13,14 m | 1,54 m | 25,2 s | 10,9 s   | 5,82 m |
| 2    | Nina Winogradowa     | 3861 (4627)    | 13,62 m | 1,54 m | 25,6 s | 11,2 s   | 5,60 m |
| 3    | Edeltraud Eiberle    | 3786 (4545)    | 11,30 m | 1,54 m | 25,1 s | 11,1 s   | 5,65 m |
| 4    | Barendina Hobers     | 3708 (4494)    | 13,01 m | 1,66 m | 26,0 s | 11,9 s   | 5,27 m |
| 5    | Olga Modrachová      | 3706 (4484)    | 12,48 m | 1,47 m | 26,2 s | 11,6 s   | 5,20 m |
| 6    | Maria Bibro          | 3728 (4477)    | 10,65 m | 1,47 m | 24,4 s | 11,5 s   | 5,89 m |
| 7    | Mary Rand            | 3730 (4466)    | 9,07 m  | 1,66 m | 25,0 s | 11,4 s   | 5,64 m |
| 8    | Lidija Szmakowa      | 3676 (4448)    | 12,41 m | 1,52 m | 25,8 s | 11,7 s   | 5,68 m |
| 9    | Maria Ilwicka        | 3659 (4411)    | 10,53 m | 1,50 m | 25,2 s | 11,6 s   | 5,88 m |
| 10   | Draga Stamejčič      | 3585 (4363)    | 12,83 m | 1,41 m | 25,5 s | 11,4 s   | 5,42 m |
| 11   | Corrie van den Bosch | 3493 (4281)    | 11,95 m | 1,47 m | 25,9 s | 11,7 s   | 5,38 m |
| 12   | Isabel Heider        | 3464 (4228)    | 10,31 m | 1,47 m | 26,2 s | 11,6 s   | 5,68 m |
| 13   | Madeleine Thétu      | 3363 (4154)    | 10,88 m | 1,50 m | 26,4 s | 12,3 s   | 5,54 m |
| 14   | Sneżana Żałowa       | 3306 (4103)    | 11,31 m | 1,38 m | 25,7 s | 11,5 s   | 5,02 m |
| 15   | Ulla Flegel          | 3270 (4077)    | 11,21 m | 1,47 m | 25,9 s | 12,3 s   | 5,10 m |
| 16   | Trude Fries          | 3252 (4038)    | 9,46 m  | 1,52 m | 26,8 s | 11,7 s   | 5,18 m |
| 17   | Jorun Tangen         | 3232 (4033)    | 10,43 m | 1,47 m | 26,3 s | 12,1 s   | 5,16 m |
| 18   | Stina Cronholm       | 3112 (3901)    | 8,94 m  | 1,52 m | 26,9 s | 11,7 s   | 4,82 m |
| 19   | Gertrud Hantschk     | 2959 (3794)    | 11,96 m | 1,50 m | 25,0 s | 18,0 s   | 5,40 m |
| 20   | Inge-Britt Lorentzon | 2956 (3775)    | 9,64 m  | 1,56 m | 28,3 s | 12,8 s   | 4,94 m |
| 21   | Fry Frischknecht     | 2277 (3049)    | 11,60 m | 1,44 m | 27,8 s | DNF      | 5,00 m |
| –    | Gretel Bolliger      | DNF            | 11,07 m | 1,35 m | –      | –        | –      |